# Liste der Kulturdenkmäler in Kratzenburg
In der Liste der Kulturdenkmäler in Kratzenburg sind alle Kulturdenkmäler der rheinland-pfälzischen Ortsgemeinde Kratzenburg aufgeführt. Grundlage ist die Denkmalliste des Landes Rheinland-Pfalz (Stand: 27. Oktober 2023).

## Denkmalzonen
| Bezeichnung              | Lage                                | Baujahr | Beschreibung | Bild                           |
| ------------------------ | ----------------------------------- | ------- | --- | ------------------------------ |
| Denkmalzone Hunsrückbahn | nördlich und östlich des Ortes Lage | 1906–08 | zwei Teilstücke der 1906–08 errichteten Bahnstrecke, eines der steilsten Streckenstücke der Preußischen Staatsbahn; weitere Abschnitte zu Boppard, Emmelshausen und Halsenbach | weitere Bilder Fotos hochladen |

## Einzeldenkmäler
| Bezeichnung                          | Lage                        | Baujahr                            | Beschreibung | Bild                           |
| ------------------------------------ | --------------------------- | ---------------------------------- | --- | ------------------------------ |
| Hofanlage                            | Blumenstraße 4 Lage         | zweite Hälfte des 17. Jahrhunderts | ehemaliges Pfarrhaus; Streckhof; Fachwerkbau, zweite Hälfte des 17. Jahrhunderts, Hofseite und Fachwerk-Stall 18. Jahrhundert | Fotos hochladen                |
| Katholische Filialkirche St. Michael | Hauptstraße 6 Lage          | 1913                               | neugotischer Saalbau, 1913; bauliche Gesamtanlage mit Friedhof                                                                | weitere Bilder Fotos hochladen |
| Kriegerdenkmal                       | Hauptstraße, bei Nr. 6 Lage | 20. Jahrhundert                    | Kriegerdenkmal, Basaltblock mit Engel, 20. Jahrhundert                                                                        | Fotos hochladen                |
| Quereinhaus                          | Hauptstraße 43 Lage         | Mitte des 19. Jahrhunderts         | Fachwerk-Quereinhaus, teilweise massiv, Mitte des 19. Jahrhunderts                                                            | Fotos hochladen                |